# Wilfred de Lanoi
Wilfred Modesto de Lanoi (né le 12 février 1929 à Curaçao) est un joueur de football néerlandais (international curacien) qui évoluait au poste de défenseur.

## Biographie

### Carrière en sélection
Avec l'équipe des Antilles néerlandaises, il participe aux Jeux olympiques d'été de 1952 organisés à Helsinki.